# Nautas Al Maghreb

Nautas Al Maghreb est une compagnie maritime hispano-marocaine assurant la liaison entre Algésiras et Tanger. Elle a été fondée par l'espagnol Adolfo Utor et l'entrepreneur marocain résidant en Espagne Hakim Oualit, elle vise essentiellement les citoyens marocains résidant en Espagne et prévoit la dynamisation des relations commerciales entre la région du nord marocain et le sud de l'Europe. 
La compagnie dispose du soutien et de l'expérience du transporteur espagnol Balearia, leader dans le marché des communications maritimes aux Iles Baléares.

## Liaisons assurées
- Tanger -  Algésiras